# 神戸市立有野北中学校
神戸市立有野北中学校（こうべしりつありのきたちゅうがっこう）は、兵庫県神戸市北区にある公立中学校。略称は有北（）。

## 概要
北神星和台団地の宅地造成に伴う生徒数増加に神戸市立有野中学校が対応できなくなってきたため、これに対応すべく設置された。開校時にはすでに少子化が叫ばれており、将来的な生徒数減少が見込まれたため、設計当初から廃止後の老人ホーム転用などが織り込まれている。

## 沿革
- 2001年4月1日 - 神戸市立有野中学校から分離し、開校。

## 教育目標
- Next One ～日々前進～
  - 明るい 活力のある学校を作ろう
  - 進んで学習に取り組み 心身を鍛えよう
  - 支えあって生きていこう

## 部活動

### 運動部
- 野球部
- 陸上競技部
- ソフトテニス部
- 卓球部
- 女子バレーボール部
- 女子バスケットボール部（2025年度より新入生の受け入れ停止）

### 文化部
- 吹奏楽部
- 総合文化部

## 通学区域
- 神戸市北区
  - 有野町有野（市道有野藤原線以北）
  - 有野町二郎
  - 有野中町2丁目、3丁目、4丁目
  - 京地
  - 菖蒲が丘
  - 西山
  - 八多町（うち北神星和台団地）
  - 藤原台北町5丁目、6丁目、7丁目

## 進学前小学校
- 神戸市立西山小学校

- 神戸市立有野小学校

## 校区内の主な施設
- 兵庫県有馬警察署
- 神戸市北消防署北神分署
- 神戸市立西山小学校
- 有野郵便局
- 神戸電鉄三田線田尾寺駅
- 神戸電鉄三田線二郎駅
- 兵庫六甲農業協同組合本店

## 卒業生
- 山川和大（プロ野球選手）
- 岸田奈美（作家）

## 交通アクセス
- 神戸電鉄三田線田尾寺駅より徒歩7分
- 神戸電鉄三田線岡場駅より徒歩10分

## 通学区域が隣接している学校
- 神戸市立有野中学校
- 神戸市立義務教育学校八多学園
- 神戸市立北神戸中学校
- 西宮市立山口中学校